# Уравнения Лагранжа первого рода
Уравнения Лагранжа первого рода — дифференциальные уравнения движения механической системы, записанные в декартовых координатах и содержащие множители Лагранжа.
Например, для механической системы с голономными идеальными связями уравнение Лагранжа первого рода будет выглядеть как
{\displaystyle m_{i}{\ddot {r}}_{i}=F_{i}+\sum _{\alpha =1}^{n}\lambda _{\alpha }\nabla _{i}f_{\alpha }(r_{1},\ldots ,r_{n},t);}
Уравнения Лагранжа первого рода в некоторых случаях удобно использовать для нахождения реакций связей, если закон движения уже найден каким-либо другим способом, например, с помощью уравнений Лагранжа второго рода.